# 420-ті до н. е.

## Події
430р. — невдалий напад Перікла на Епідавр. Перікл відсторонений від посади.
428р. — похід Архідама на Аттику та її розорення.
427р. — спартанці захопили Платеї та знищили більшу частину місцевого населення.
425р. — виверження Етни.
424р. — поразка афінян в битві проти беотійців під містом Делія. Спартанці захоплюють Амфіполь. Афінські стратеги на чолі з Фемістоклом покарані вигнанням.
421р. — союз між Спартою та Беотією. Заснована Венеція.

## Померли
429 р. — смерть Афінського стратега Перікла.
424 р. — перський цар Артаксеркс I та його син Ксеркс ІІ